# Herpesvirales
 (juin 2021).
La mise en forme du texte ne suit pas les recommandations de Wikipédia : il faut le « wikifier ».
Les points d'amélioration suivants sont les cas les plus fréquents. Le détail des points à revoir est peut-être précisé sur la page de discussion.
- Les titres sont pré-formatés par le logiciel. Ils ne sont ni en capitales, ni en gras.
- Le texte ne doit pas être écrit en capitales (les noms de famille non plus), ni en gras, ni en italique, ni en « petit »…
- Le gras n'est utilisé que pour surligner le titre de l'article dans l'introduction, une seule fois.
- L'italique est rarement utilisé : mots en langue étrangère, titres d'œuvres, noms de bateaux, etc.
- Les citations ne sont pas en italique mais en corps de texte normal. Elles sont entourées par des guillemets français : « et ».
- Les listes à puces sont à éviter, des paragraphes rédigés étant largement préférés. Les tableaux sont à réserver à la présentation de données structurées (résultats, etc.).
- Les appels de note de bas de page (petits chiffres en exposant, introduits par l'outil «  Source ») sont à placer entre la fin de phrase et le point final[comme ça].
- Les liens internes (vers d'autres articles de Wikipédia) sont à choisir avec parcimonie. Créez des liens vers des articles approfondissant le sujet. Les termes génériques sans rapport avec le sujet sont à éviter, ainsi que les répétitions de liens vers un même terme.
- Les liens externes sont à placer uniquement dans une section « Liens externes », à la fin de l'article. Ces liens sont à choisir avec parcimonie suivant les règles définies. Si un lien sert de source à l'article, son insertion dans le texte est à faire par les notes de bas de page.
- La présentation des références doit suivre les conventions bibliographiques. Il est recommandé d'utiliser les modèles {{Ouvrage}}, {{Chapitre}}, {{Article}}, {{Lien web}} et/ou {{Bibliographie}}. Le mode d'édition visuel peut mettre en forme automatiquement les références.
- Insérer une infobox (cadre d'informations à droite) n'est pas obligatoire pour parachever la mise en page.

Pour une aide détaillée, merci de consulter Aide:Wikification.
Si vous pensez que ces points ont été résolus, vous pouvez retirer ce bandeau et améliorer la mise en forme d'un autre article.
Ordre
Les Herpesvirales sont un ordre de virus à ADNdb (groupe I), caractérisés par une morphologie commune constituée d'une capside icosaédrique enfermée dans une enveloppe lipidique contenant des glycoprotéines. Les infections courantes chez l'homme causées par les membres de cet ordre comprennent les boutons de fièvre, l'herpès génital, la varicelle, le zona et la mononucléose infectieuse. C'est le seul ordre de la classe Herviviricetes, elle-même seule classe de l'embranchement Peploviricota.

## Morphologie
La structure du virion consiste en un noyau d'ADN entouré d'une capside icosaédrique composée de 12 capsomères pentavalents et 150 hexavalents (T = 16). La capside a un diamètre d'environ 110 nanomètres et est intégrée dans une matrice protéique appelée tégument, qui à son tour est entourée d'une enveloppe lipidique contenant des glycoprotéines d'environ 200 nm de diamètre. Le génome de l'ADN est linéaire et à double brin, avec des tailles comprises entre 125 et 290 kpb. Le génome contient des séquences réitérées terminales et internes, dont le nombre et la disposition varient selon les différentes sous-clades.

## Hôtes
Les herpèsvirus peuvent être très virulents chez certaines espèces.
Toutes les espèces de cet ordre infectent uniquement des animaux. Les Malacoherpesviridae infectent les mollusques (ormeau et huîtres), les Alloherpesviridae infectent les anamniotes (grenouilles et poissons) et les Herpesviridae infectent les amniotes (reptiles, oiseaux et mammifères). Au sein de la famille Herpesviridae, les genres Iltovirus et Mardivirus, et le genre Scutavirus de la sous-famille Alphaherpesvirinae infectent respectivement les oiseaux et les reptiles. Tous les autres genres d'Herpesviridae n'infectent que les mammifères.